# Golfballtaucher

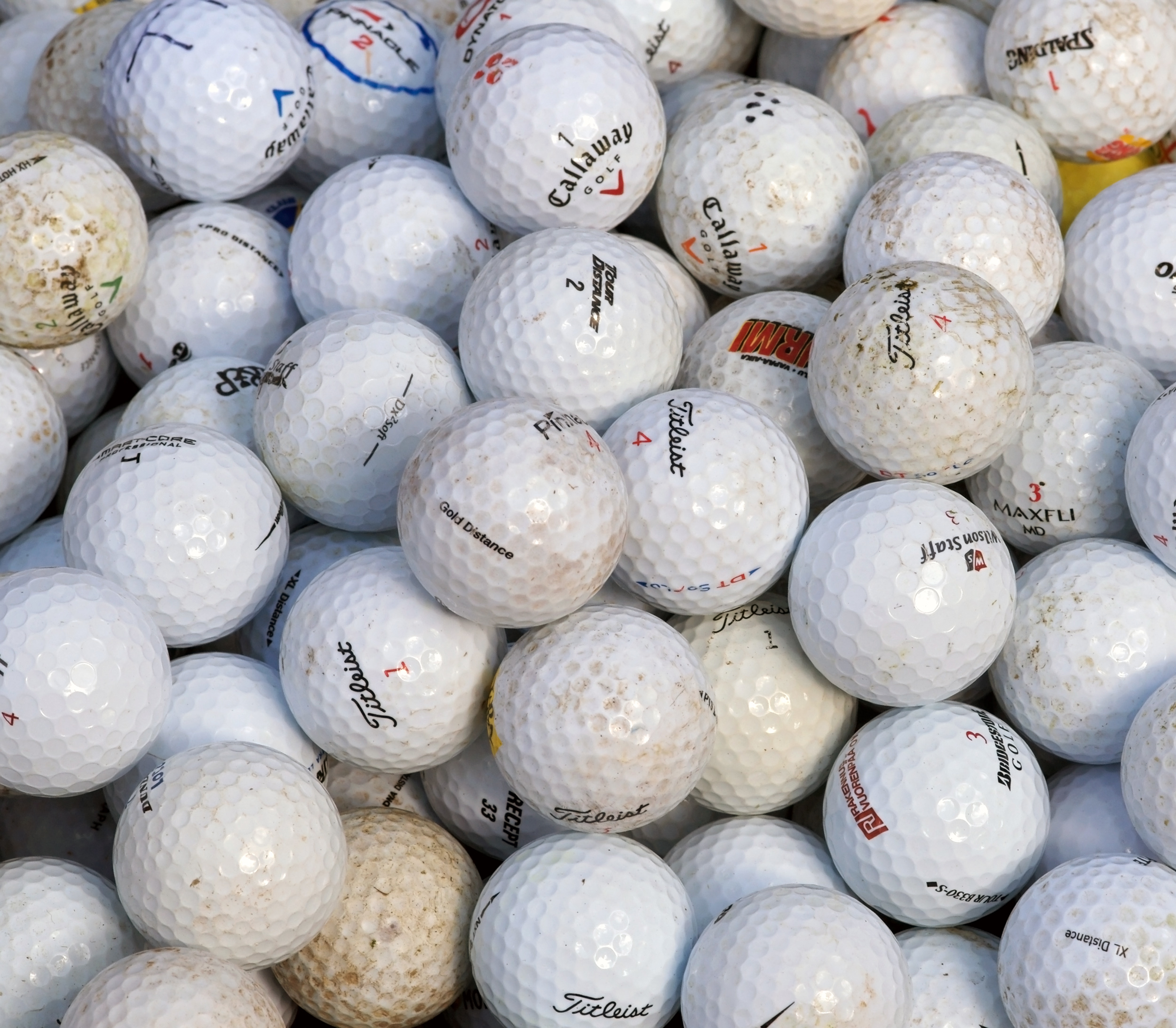
Recycelte Golfbälle

Der Golfballtaucher ist ein Beruf, bei dem ein Taucher aus Gewässern auf Golfplätzen fehlgeschlagene Golfbälle birgt und diese anschließend als gebrauchte Ware weiterveräußert.

## Anforderungen
Das Arbeitsministerium der Vereinigten Staaten (United States Department of Labor) empfiehlt für diese Tätigkeit einen zertifizierten Tauchschein, der eine Erfahrung von 200 Tauchstunden mit verschiedenen Fähigkeiten ausweist. Der Golfballtaucher muss das 18. Lebensjahr vollendet haben und fängt als Auszubildender zunächst an, in Gruppen zu tauchen. Auch Kenntnisse der Ersten Hilfe und der Tauchrettung müssen nachgewiesen werden. Eine ärztliche Bescheinigung muss den guten physischen Zustand des Tauchers bestätigen, denn er muss unter Wasser ein Gewicht von 30 kg anheben können.

## Tätigkeit

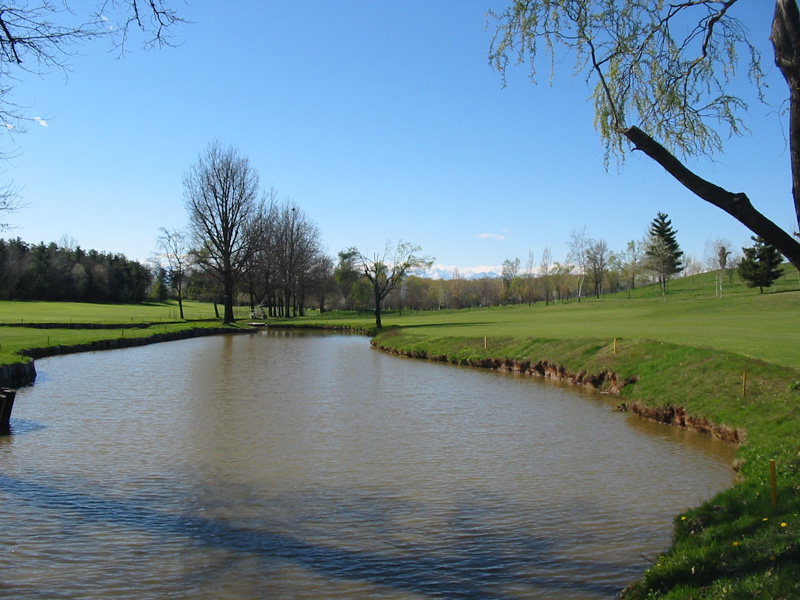
Wasserhindernis auf einem Golfplatz

Golfballtaucher sind ausgerüstet mit Tauchmaske, Neoprenanzug, Schwimmflossen und Pressluftflaschen. Sie durchsuchen und ertasten Gewässer – beispielsweise Wasserhindernisse auf Golfplätzen – nach Golfbällen, die beim Golfspiel verloren gegangen sind. Die Arbeit gilt wegen der allgemeinen Arbeitsbedingungen als körperlich anstrengend. Die Netze, in denen die Bälle gesammelt werden, fassen durchschnittlich bis zu 500 Golfbälle.
Nach dem Tauchen müssen die oft als Lakeballs (englisch für „Teichbälle“) bezeichneten gebrauchten Golfbälle zusätzlich gereinigt und nach Zustand und Marke sortiert werden. Nur wiederverwendbare Bälle werden weiterverkauft; davor werden diese aber noch in Güteklassen eingestuft.
Diese Tätigkeit wird meist neben- oder freiberuflich ausgeführt. Die Arbeitszeit variiert, richtet sich nach der Witterung und ist abhängig von der Jahreszeit. Fünf bis acht Stunden soll ein Golfballtaucher im Wasser verbringen. Das Arbeitsentgelt bzw. der Erlös ist an die Anzahl der gesammelten Bälle gebunden.

## Berufsrisiken
Durch im und am Wasser lebende Tiere wie Schlangen, Schnappschildkröten und Alligatoren besteht in manchen Regionen ein Verletzungsrisiko. Durch chemisch (Pflanzenschutzmittel) oder biologisch kontaminiertes Wasser besteht eine Gesundheitsgefährdung, auch können Infektionen mit Tetanus auftreten. Dazu kommt ein Risiko, zu ertrinken.

## Statistik
In den USA gehen je nach Berichten jährlich 100, 200 bzw. 300 Millionen Golfbälle verloren, was laut Schätzungen das Dreifache der Menge der gefundenen Bälle ausmacht. Allein in einem bestimmten Teich der Golfanlage TPC at Sawgrass in Ponte Vedra Beach im US-Bundesstaat Florida sollen jedes Jahr rund 120.000 Bälle verloren gehen; hierbei ist das 17. Loch der Anlage eine kleine Halbinsel in einem See.
Golfballtaucher können in der Stunde 400 Bälle oder mehr sammeln. In den USA sollten laut Medienangaben Gruppen von Golfballtauchern während eines einzigen Tauchgangs bis zu 100.000 Golfbälle bergen. In den Vereinigten Staaten handelt es sich um eine Geschäftsidee mit einem Gesamtumsatzvolumen von 200 bis 250 Millionen US-Dollar. Jährlich sollen in den USA rund 100 Millionen gebrauchte Golfbälle wieder in den Verkehr gebracht werden. Auch in Kanada haben sich Golfballrecyclingfirmen angesiedelt, die jährlich mehrere Millionen Golfbälle sortengerecht aufarbeiten und wieder in den Umlauf bringen.